# 劇団櫂
劇団櫂（げきだんかい）は、日本の劇団。日本芸能マネージメント事業者協会会員。所在地は東京都武蔵野市吉祥寺南町。

## 概要
1976年創立。代表は中田浩二。日本の創作劇を基本路線に活発な公演活動を行っている。その一貫した活動の成果として、1982年に『黒念仏殺人事件』で文化庁芸術祭優秀賞を受賞。また、自前の映画放送部を持ち、マスコミマネージメントを行っているほか、映画、オリジナルビデオ、テレビアニメの製作も着手している。
近年は、レッスンとして続けてきた空手を教える場として香武館を設立し、地域に根差した活動も行っている。

## 公演記録
1. 『あれは俺の唄 平手造酒害伝』（1977年9月、ヤクルトホール）
2. 『あなた自身のためのレッスン』（1978年7月、渋谷ジァン・ジァン）
3. 『日本三文オペラ』（1978年9月、紀伊國屋ホール）
4. 『黄泉帰り』（1979年3月、渋谷東邦生命ホール）
5. 『淀橋二丁目付近のたずね人』（1979年10月、渋谷ジァン・ジァン）
6. 『あの日たち』（1980年2月、渋谷ジァン・ジァン）
7. 『魔と怨の伝説』（1980年5月、渋谷東邦生命ホール）
8. 『黒念仏殺人事件』（1980年10月、渋谷東邦生命ホール）
9. 『国道四号線上のアリア』（1980年12月、渋谷ジァン・ジァン）
10. 『あなた自身のためのレッスン』（1981年6月、渋谷ジァン・ジァン）
11. 『カンガルー』（1981年10月、渋谷ジァン・ジァン）
12. 『日本三文オペラ』（1982年2月、紀伊國屋ホール）
13. 『白千鳥』（1982年6月、渋谷ジァン・ジァン）
14. 『黒念仏殺人事件』（1982年11月、国立劇場小劇場）※文化庁芸術祭優秀賞受賞
15. 『そよそよ族の叛乱』（1983年3月、渋谷ジァン・ジァン）
16. 『淀橋二丁目付近のたずね人』（1983年6月、吉祥寺櫂スタジオ）※吉祥寺櫂スタジオ杮落公演
17. 『空飛ぶハンバーグ』（1983年12月、渋谷ジァン・ジァン）
18. 『異説・豊後訛り節』（1984年12月、紀伊國屋ホール）
19. 『遠い旋律』（1984年9月、吉祥寺櫂スタジオ）
20. 『血痕』（1984年11月、渋谷ジァン・ジァン）
21. 『日曜日に殺して!』（1985年5月、渋谷ジァン・ジァン）
22. 『黒念仏殺人事件』（1985年10月、本多劇場）
23. 『八人の腕時計』（1985年12月、渋谷ジァン・ジァン）
24. 『旅人たちの南十字星』（1986年8月、紀伊國屋ホール）
25. 『拝啓・ヒッチコック様』（1986年12月、渋谷ジァン・ジァン）
26. 『川越コットンクラブ』（1987年5月、渋谷ジァン・ジァン）
27. 『異説・豊後訛り節』（1987年9月、本多劇場）
28. 『誘拐されて日が暮れて』（1988年5月、渋谷ジァン・ジァン）
29. 『拝啓・ヒッチコック様』（1988年11月、渋谷ジァン・ジァン）
30. 『おーい、田中君!』（1989年5月、渋谷ジァン・ジァン）
31. 『だって、しょうがないじゃない!』（1989年11月、渋谷ジァン・ジァン）
32. 『世紀末同窓会』（1991年2月、渋谷ジァン・ジァン）
33. 『太田君、ちょっと!』（1991年6月、シアターVアカサカ）
34. 『俺が、一郎だ!』（1992年6月、渋谷ジァン・ジァン）
35. 『親しげな異邦人』（1993年5月、渋谷ジァン・ジァン）
36. 女優たちの四季『カズオ』『ひきさかれた街』『罪、憶えていますか?』『桃子』 （1994年2月、渋谷ジァン・ジァン）
37. 『誘拐』（1994年10月、渋谷ジァン・ジァン）
38. 『赤いオルフェ』（1995年6月、渋谷ジァン・ジァン）
39. 『あなぐら』（1996年5月、吉祥寺櫂スタジオ）
40. 『となりはなにを…』（1996年10月、シアターVアカサカ）
41. 『楽屋』『八人の腕時計』（1997年6月、渋谷ジァン・ジァン）
42. 『夜の来訪者』（1998年6月、吉祥寺櫂スタジオ）
43. 『俺が、一郎だ!』（1998年11月、渋谷ジァン・ジァン）
44. 『ある晴れた日に…』（1999年6月、中野ザ・ポケット）
45. 『赤いオルフェ』（1999年11月、渋谷ジァン・ジァン）
46. 『海と日傘』（2000年6月、中野ザ･ポケット）
47. 『楽屋〜流れ去るものはやがてなつかしき〜』『グリーンルーム』（2000年11月、中野ザ・ポケット）
48. 創立二十五周年記念 第一回花柳辰日女舞踊会『櫂〜二十五年の波の音〜』（2001年5月、前進座劇場）
49. 創立二十五周年記念公演『あなぐら〜二十五年目の殺人〜』（2001年10月、中野ザ･ポケット）
50. 『煙が目にしみる』（2002年10月、中野ザ・ポケット）
51. 『ある晴れた日に…』（2003年10月、中野ザ・ポケット）
52. 『見果てぬ夢』（2004年10月、中野ザ・ポケット）
53. 『もやしの唄』（2005年10月、中野ザ・ポケット）
54. 創立三十周年記念『煙が目にしみる』（2006年10月、吉祥寺シアター）
55. 『たそがれの訪問者 -ロストファミリー-』（2008年10月、吉祥寺櫂スタジオ）
56. 『ロスタイム〜金木犀の咲くころ〜』（2009年10月、中野ザ・ポケット）
57. 『お勝手の姫』（2010年11月、吉祥寺櫂スタジオ）
58. 劇団櫂創立三十五周年記念　第二回 花柳辰日女舞踊会『櫂～三十五年の風の音～』（2012年1月　前進座劇場）
59. 『あなぐら～二十五年目の殺人～』（2013年11月　六本木俳優座劇場）
60. 『そこにいた人たち～三文オペラの夜～』（2017年3月　吉祥寺櫂スタジオ）
61. 『海と日傘』（2019年3月　吉祥寺櫂スタジオ）

## プロデュース作品

### 映画
- ダブル・デセプション〜共犯者（Double Deception）（2001年3月）

### テレビアニメ
- 格闘料理伝説ビストロレシピ（2001年11月 - 2002年6月、NHK-BS2「衛星アニメ劇場」）

## その他の活動
- 公共広告機構（現・ACジャパン）CM「迷惑の輪」（1984年）[1][注 1]